# Станіслав Ленц
Станіслав Ленц (пол. Stanisław Lentz; 23 квітня 1861, Варшава — 19 жовтня 1920, Варшава) — польський живописець, портретист, ілюстратор, карикатурист, професор (1909) та директор Варшавської школи образотворчих мистецтв (1909–1920).

## Біографія
Навчався у Краківській школі образотворчих мистецтв у Фелікса Шиналевського та Ізидора Яблонського у 1877–1879 роках, продовжив освіту у Варшаві, у класі малювання Войцеха Герсона. Потім він навчався за кордоном: у Мюнхенській академії (у Шандора Вагнера та Дьюли Бенцура, 1879–1884, Naturklasse) та в Академії Жуліана (1884–1887) у Парижі. Після повернення до Варшави налагодив співпрацю з польськими журналами. У 1888 році став дійсним членом Товариства заохочення образотворчих мистецтв. У 1910 р. вступив до Товариства польських художників «Штука» (пол. Sztuka — «Мистецтво»). Він часто подорожував за кордон: у 1896 році він перебував у Берліні, Парижі та Мадриді, у 1897 році відвідав Париж, у 1900 році Нормандію, у 1903–1914 роках (крім 1904 року) проводив літо з дружиною в Схевенінгені у Нідерландах. У 1909 році він був призначений професором Школи образотворчих мистецтв у Варшаві, одночасно обійнявши посаду директора. Одним із його учнів був Натан Корзен. Станіслав Ленц помер від хвороби серця у Варшаві 19 жовтня 1920 року. Похований на старому Повонзківському  цвинтарі.

## Творчість
Спочатку створював картини на кшталт мюнхенської школи. Основний напрямок робіт художника: портрет, постаті на тлі пейзажу, часто писав полотна на пролетарську та єврейську теми. Майстерня його портретів почалася близько 1900 року і тривала до 1915 року. Близько 1915—1916 років у творчості Ленца настав «голландський період», під час якого художник втілив все, що збагнув і вивчив під час своїх численних поїздок до Берліна, Парижа і Мадрида (1896—1897), Нормандії (1900), і особливо, до Голландії, де проводив літо з 1903 по 1914 рік. На цьому етапі його картини мають відбиток впливу видатного портретиста золотого віку голландського мистецтва Франса Галса. Ілюстрації Ленца публікувалися в журналах «Kłosy» (1887-1890), «Liberum Veto» і «Tygodnik Ilustrowany» (1887-1898, 1905-1906, 1909-1910), «Kurier Codzienny». Ленц завдячує своєю репутацією художника також популярним на початку XX століття численним карикатурам, сатиричним малюнкам, які зображують сцени з повсякденного життя варшав'ян. Він відтворив свого роду хроніку подій у столиці. Окрім портретів та жанрових полотен, Ленц є автором цілої галереї етнографічних типів Польщі.

## Галерея

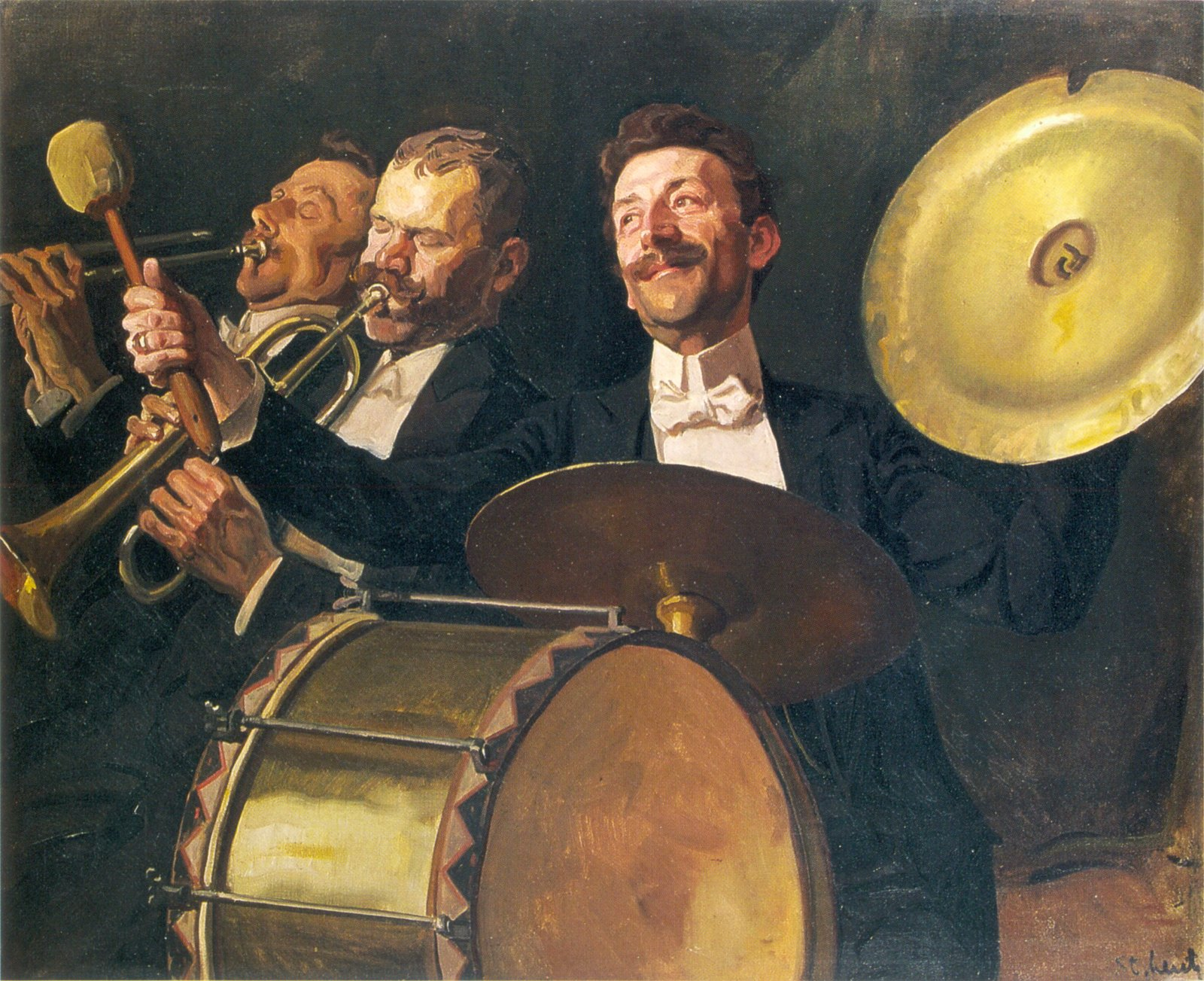
Фанфара-Серенада. Біля 1910
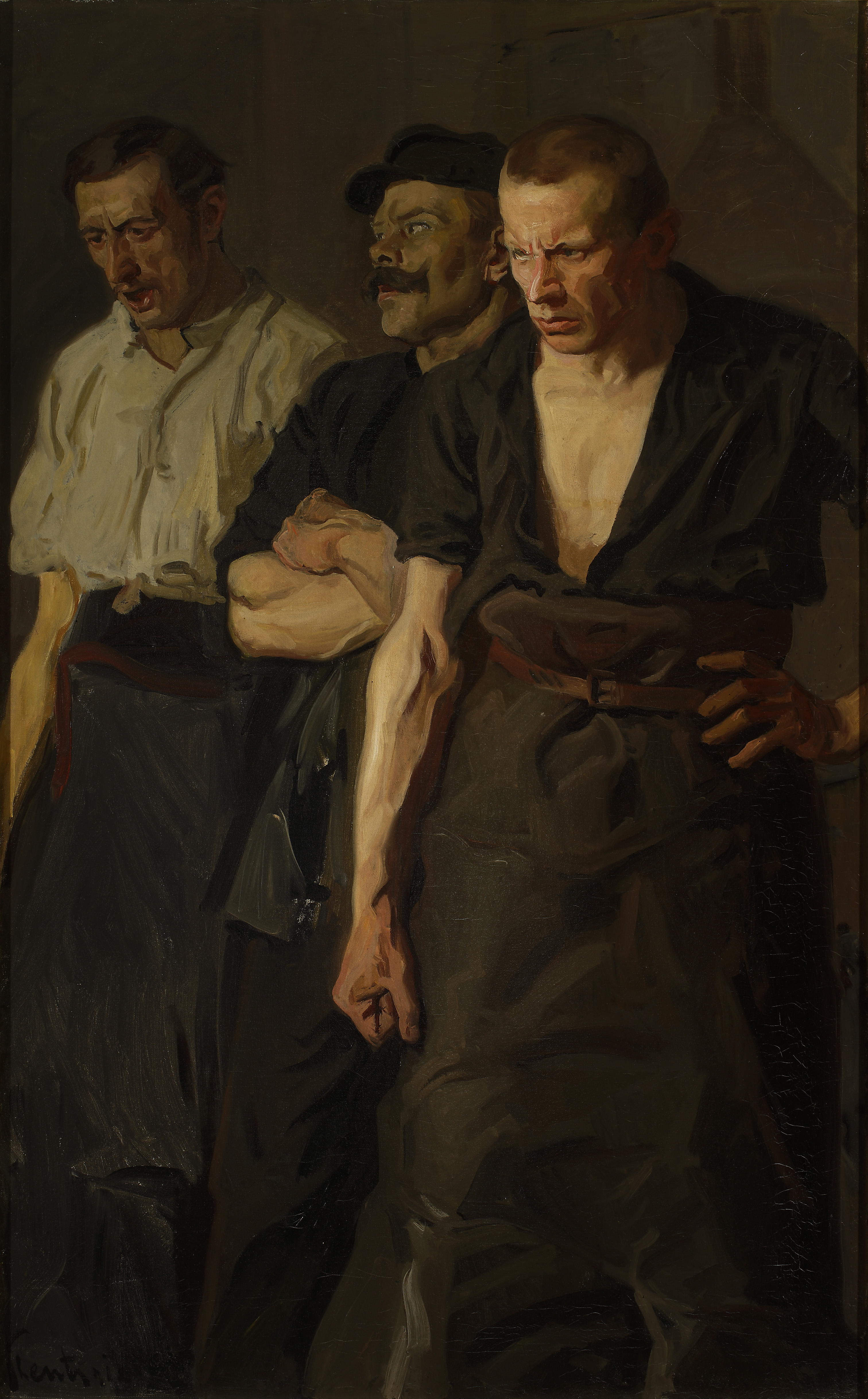
Страйк. 1910
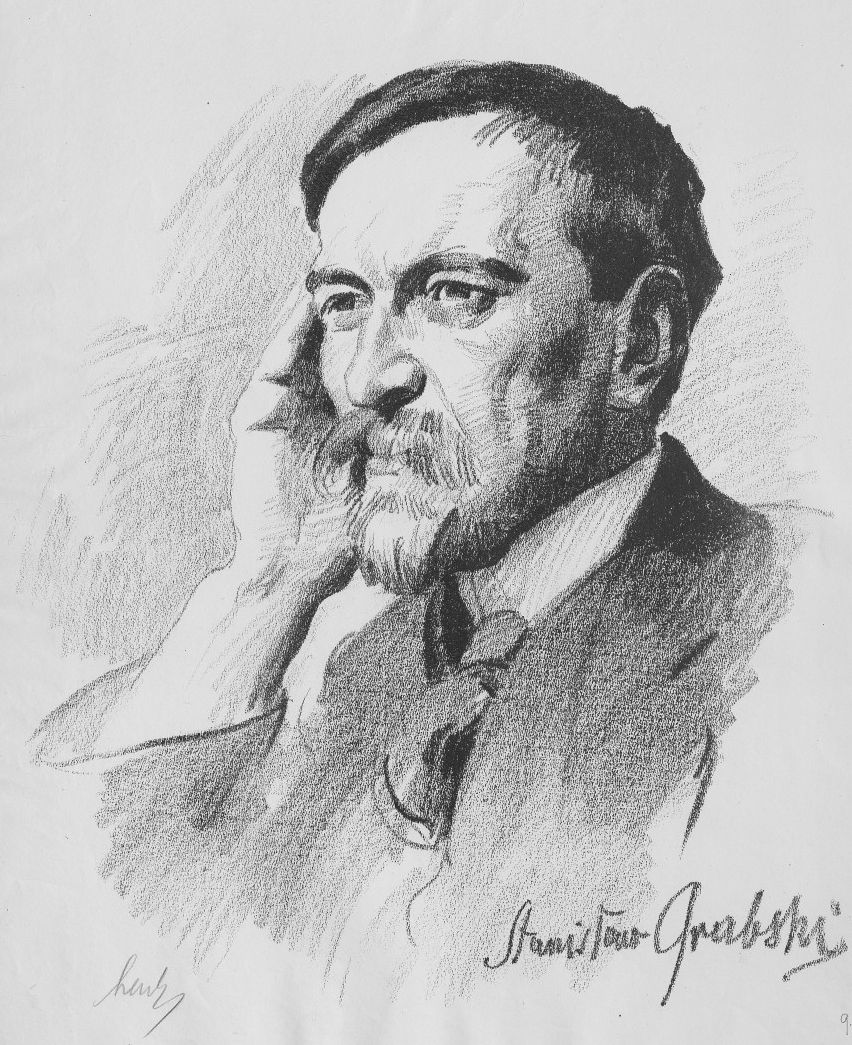
Портрет Станіслава Грабського. 1919
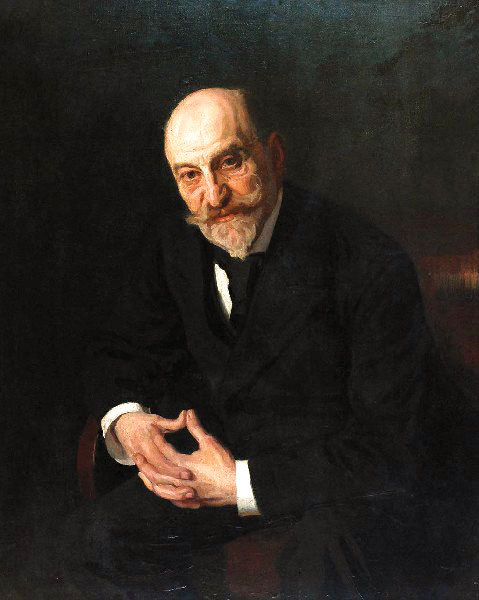
Чоловічий портрет. 1906
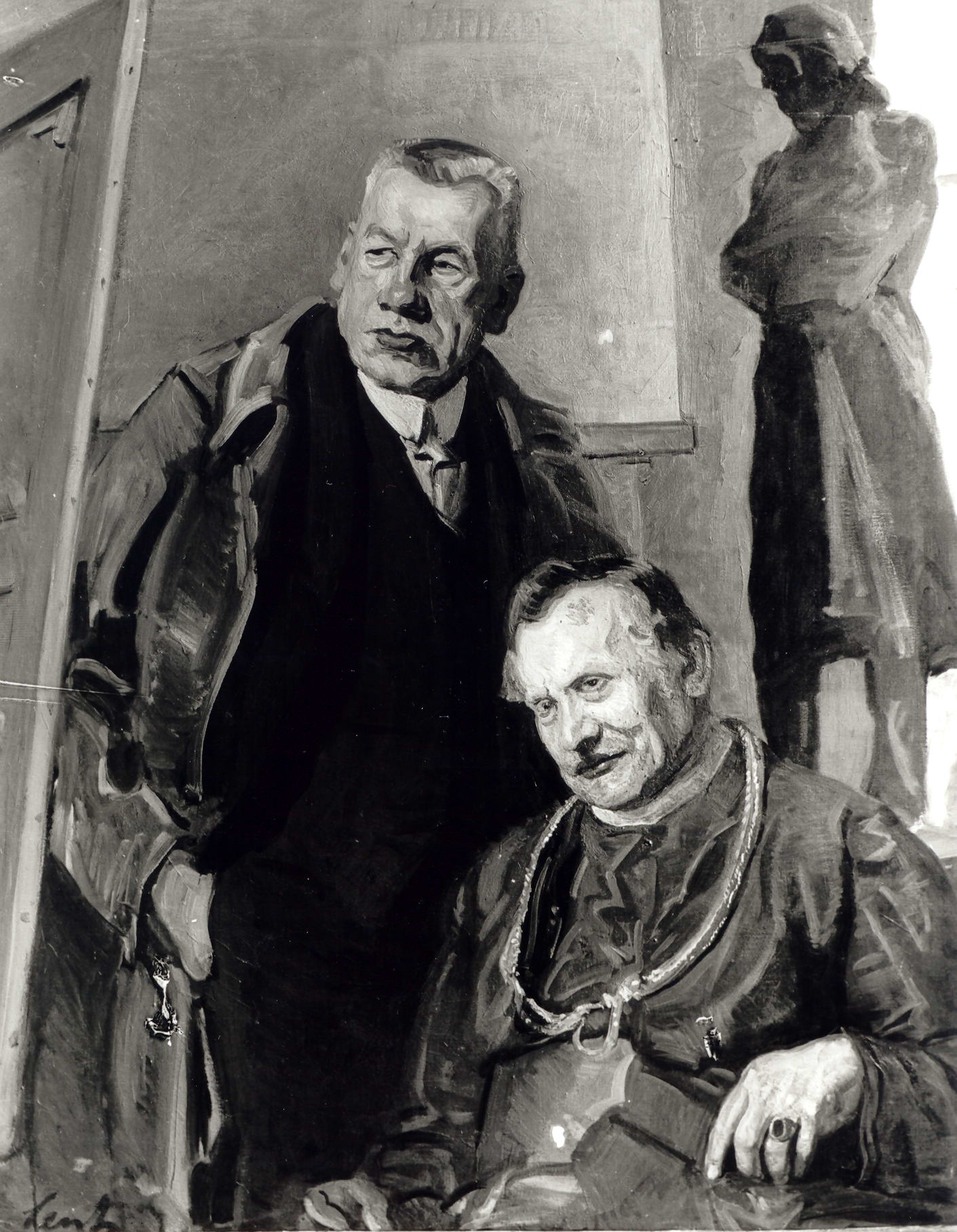
Ленц-Автопортрет із священиком Мрозовським. 1920